# 头花杯苋
头花杯苋（学名：Cyathula capitata）为苋科杯苋属的植物。分布于印度、越南以及中国大陆的云南、西藏、四川等地，生长于海拔1,700米至2,300米的地区，常生于山坡杂木林下，目前尚未由人工引种栽培。

## 别名
麻牛膝、白牛膝（云南）